# Cancelliere federale dell'Austria
Il cancelliere federale della Repubblica d'Austria è il capo del governo austriaco.
Essendo l'Austria una repubblica semipresidenziale e federale, il potere esecutivo è esercitato dal capo del governo, tuttavia molte azioni richiedono l'approvazione del capo dello Stato (il presidente federale).
Il cancelliere corrente è Christian Stocker, in carica dal 3 marzo 2025 in seguito all’esito delle elezioni parlamentari del 2024.